# Margarete Gussow
Margarete Gussow, född 1896, var en tysk astronom. Hon var professor i astronomi vid Berlins observatorium. 
Hon studerade matematik, astronomi och fysik i Berlin, och blev 1924 assistent vid Berlins observatorium. Hon utgav 1936 ett arbete om studier av Almaaz. 
I Nazityskland avråddes kvinnor från att bedriva högre studier: olika former av hinder infördes, bland annat en kvot som begränsade antalet kvinnliga sökande till universiteten, och 8 juni 1937 förbjöds kvinnor från att inneha professurer i andra ämnen än vid de sociala vetenskaperna. Den 21 februari 1938 fick dock Gussow personlig dispens för att trots sitt kön inneha professuren i astronomi vid Berlins observatorium. Hon hade då fått stöd från Gertrud Scholtz-Klink, som betraktade henne som ett undantag från regeln om att kvinnor inte borde studera. Gussow förekom bland annat i ett reportage i den nazistiska publikationen NS-Frauen-Warte med rubriken "Die Frau am Fernrohr", Kvinnan vid teleskopet, vilket understryker hennes unika position som kvinnlig astronom.
Gussows vidare öden efter kriget är okända.